# Madrid védői
A Madrid védői című baloldali forradalmi mozgalmi dalt Arma Pál zeneszerző, Komját Aladár szövegére írta 1936-ban, a spanyol polgárháború idején, amikor a puccsista Franco tábornok erői már Madridot ostromolták. A zeneszerzőt e műve tette világhírűvé. A dal a köztársasági kormány oldalán harcoló nemzetközi brigádoknak állít emléket. Több nyelvre lefordították, a Nemzetközi brigádok indulója címen is ismertté vált. Budapesten csak 1947-ben adták ki, 1948–49 után Arma Pál más tömegdalait is megjelentették.

## Szövege
Madrid határán állunk a vártán,

Állunk tűzözönben minden poklon át.

Őrködünk a vártán, Madrid népe álmán.

Álljuk vad hadaknak minden ostromát.
Rajta, csak rajta, törhetetlen fajta

Bátran tankok ellen száz halálon át,

Rajta, rajta, rajta, végső diadalra.

Rajta, ezernyelvű, egyszívű brigád!
Ezer a nyelvünk, egy a szerelmünk,

Szabad földön szabad boldog nemzetünk,

Ajkunknak átkát, bosszúnknak lángját

Szélvész, vörös kakas hordja szerteszét.
Rajta, csak, rajta,…
Madrid határán éjt-nap a vártán

Állunk ronthatatlan élő sorfalat.

Madrid határán serken még a holt is,

Serken, talpra ugrik, puskatust ragad.
Rajta, csak, rajta,…
Bár hull a vérünk, most szembenézünk,

Bérenc horda ellen ontjuk most a vért.

Ám míg csak élünk, nem tiporja népünk,

Küzdünk martalóchad ellen Madridért!
Rajta, csak, rajta,…

## Külső hivatkozások
- Muzsika.net: Arma Pál munkásságáról
- Madrid határán… videóklip, előadó Tóth Béla